# EP u hokeju na travi za žene 1987.
Europsko prvenstvo u hokeju na travi za žene 1987. se održalo u Engleskoj, u Londonu.

## Sudionice
Sudionice su: Austrija, Belgija, Engleska, Francuska, Irska, Italija, Nizozemska, SR Njemačka, SSSR, Škotska, Španjolska i Wales.

## Rezultati
- za brončano odličje:

 SSSR -  SR Njemačka 2:1
- za zlatno odličje:

 Nizozemska -  Engleska 2:2 (3:1 nakon kaznenih udaraca)

## Konačna ljestvica
| Mj. | Država      |
| --- | ----------- |
| 1.  | Nizozemska  |
| 2.  | Engleska    |
| 3.  | SSSR        |
| 4.  | SR Njemačka |
| 5.  | Španjolska  |
| 6.  | Škotska     |
| 7.  | Irska       |
| 8.  | Wales       |
| 9.  | Belgija     |
| 10. | Francuska   |
| 11. | Italija     |
| 12. | Austrija    |

Naslov europskih prvakinja su osvojile športašice iz Nizozemske.